# Eingewöhnung (Kinderbetreuung)
Die Eingewöhnung ist die Einführung- und Bewältigungsphase in der Kinderbetreuung, in der sich Kinder an ihre Krippe, Kindergarten bzw. Kindertagesstätte als neue Umgebung gewöhnen und vertraut machen und Beziehungen und Bindungen zu den Erziehern und anderen Kindern aufbauen.
Die Bindungstheorie stützt sich auf Arbeiten von John Bowlby und anderen. In der ehemaligen DDR untersuchte Eva Schmidt-Kolmer die Bindung im Krippenalter. Ferner stützt man sich auf die Transitionsforschung. Es gibt für die Eingewöhnung verschiedene pädagogische Konzepte. Zu ihnen zählen:
- Berliner Eingewöhnungsmodell, das es für eine Voraussetzung hält, dass die Eltern oder andere wichtige Bezugspersonen in der ersten Zeit anwesend bleiben sollten, damit das Kind neue sichere Bindungen aufbauen kann (nach: Beate Andres, Eva Hédervári-Heller, Hans Joachim Laewen). Es besteht aus der Information der Eltern, Grundphase von etwa drei Tagen, Trennungsversuch, Stabilisierungsphase und Schlussphase.
- Münchener Eingewöhnungsmodell (nach: Elisabeth Erndt-Doll, Anna Winner und in der Weiterentwicklung Petra Evanschitzky, Sylvia Zöller): Es besteht aus der Vorbereitung, der Gestaltung vor Ort und dem Abschluss. In der Gestaltung vor Ort gehen die Phasen Kennenlernen – Vertrauen aufbauen – Sicherheit gewinnen – sich verabschieden – und schließlich Vertraut sein ineinander über. Diese Choreografie ist mit allen Beteiligten abgestimmt und erfolgt nicht einem vorgegebenen zeitlichen Ablauf. Man geht davon aus, dass Kinder zunächst nicht nur zu einer eingewöhnenden Fachkraft, sondern auch zu mehreren Personen eine gute Beziehung aufbauen können. Dementsprechend verstehen sich alle im Team als Bezugspersonen. Die Koordination und Regie für die Übergangsbegleitung hat die von Evanschitzky/Zöller so benannte Ansprechperson für die Familie inne.[2]

Beide Modelle basieren auf Arbeiten von Kuno Beller.
Es ist vorgeschlagen worden, auch bei der Aufnahme in eine stationäre Einrichtung der Kinder- und Jugendhilfe eine Eingewöhnung vorzusehen, damit das Kind die durch die Eingewöhnung entstandene Beziehung zu einer Fachkraft als Ressource nutzen kann, um die Situation des Alleinseins in der Einrichtung zu bewältigen.